# Михайлин, Михаил Анатольевич
Михаи́л Анато́льевич Миха́йлин (род. 5 июня 1968, Москва) — российский журналист. Бывший главный редактор газеты «Коммерсантъ» (2010—2014), интернет-издания «Газета.ру» (2006—2010), газеты «Газета» (2003—2005).

## Биография
Родился 5 июня 1968 года в Москве.
В 1985 году окончил школу № 30. В том же году поступил в Московский государственный педагогический университет. В 1986—1988 годах прерывал учёбу в университете на прохождение срочной воинской службы в Вооруженных силах СССР.
В 1992 году окончил с отличием Московский государственный педагогический университет.
В 1992 году начал работать в газете «Коммерсантъ», был корреспондентом, руководителем темы отдела преступности, обозревателем и редактором отдела преступности. В 1997—1999 годах был заместителем главного редактора газеты. В августе 1999 года недолгое время был главным редактором еженедельного журнала «Коммерсантъ-Власть».
В 2000—2001 годах работал в ВГТРК заместителем генерального директора программы «Вести» телеканала «РТР».
В сентябре 2001 года перешёл на работу в новую ежедневную газету «Газета». С сентября 2001 по октябрь 2003 года был первым заместителем главного редактора Рафа Шакирова. В октябре 2003 года в результате ухода Шакирова в газету «Известия» стал главным редактором издания, которым оставался до апреля 2005 года.
С мая по июнь 2005 года — главный редактор газеты «Коммерсантъ Украина».
С июня 2005 года по январь 2006 года — заместитель главного редактора газеты «Московские новости».
С января 2006 года по июль 2010 года — главный редактор интернет-издания Газета.ru.
С июля 2010 года по ноябрь 2014 года — редакционный директор и главный редактор газеты «Коммерсантъ».
В мае 2012 года назначен шеф-редактором «Коммерсантъ-Холдинга».

### Судебное расследование
Весной 2013 года мировой судья столичного судебного участка № 271 возбудил против Михайлина уголовное дело по ст. 116 УК («Побои»). Основанием для судебного рассмотрения стало заявлению матери его бывшей жены Ольги Беляевой.
Дело было закрыто за отсутствием события преступления. Подавать заявления о клевете и ложном доносе Михаил Михайлин не стал по личным причинам.

## Награды
Лауреат премии Артёма Боровика за расследовательские статьи «По ту сторону Норд-оста» (2002) и «Подвиг» (2002).